# Streymoy
Streymoy (far. wym. [ˈstɹɛimɔi] lub [ˈstɹɛimɪ], duń. Strømø) – wyspa wulkaniczna oceaniczna, leżąca na Oceanie Atlantyckim w archipelagu Wysp Owczych, będącym samorządną częścią autonomiczną Królestwa Danii. Jest jednocześnie największą i najbardziej zaludnioną spośród wszystkich wysp w tamtym regionie, ma 373,5 km² i mieszka na niej niemal 22 tysiące ludzi.
Nazwa wyspy w przekładzie z farerskiego oznacza Wyspa Aktualności, albo Wyspa Prądów.

## Geografia

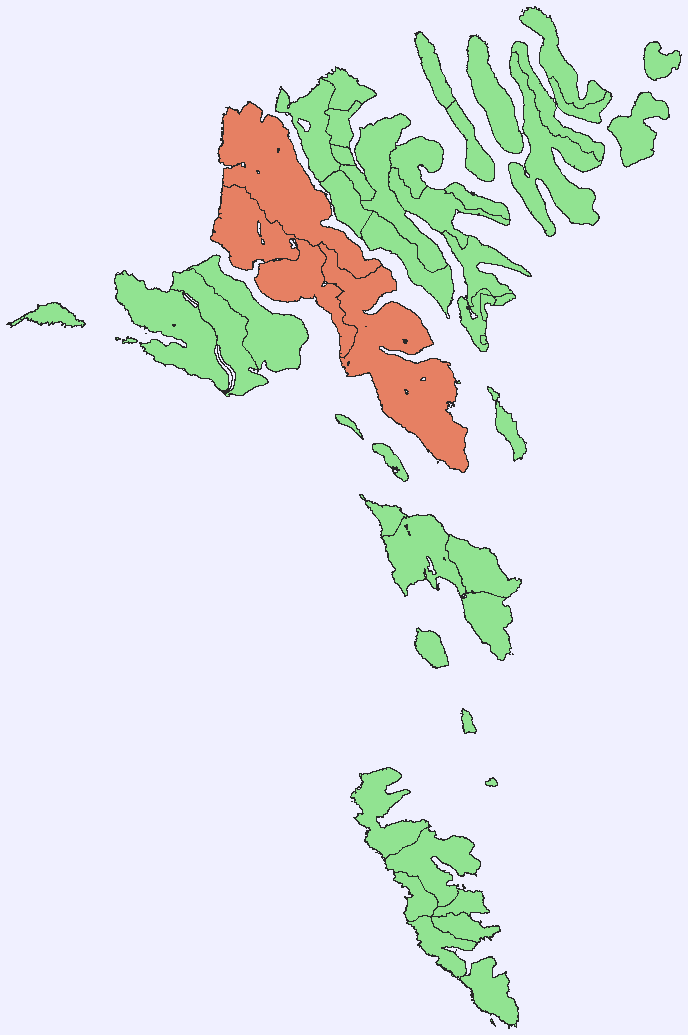
Streymoy na mapie archipelagu

Streymoy posiada największą liczbę szczytów na całym archipelagu. Jest ich 72, z których najwyższym jest Kopsenni, mierzący 789 m n.p.m., który mieści się w północno-zachodniej części wyspy. Tam też skupiają się pozostałe wyższe wzniesienia, tworzące wybrzeża klifowe z licznymi grotami zamieszkanymi przez ptaki morskie. Południowa część, szczególnie w okolicy Tórshavn, pozostaje znacznie niższa, dopiero w centralnej przybierając wartości wyższe niż 500 m n.p.m. Środkowe partie wyspy są poprzecinane dolinami polodowcowymi, jak Skansunardalur.
Wyspa ta ma też dwa fiordy Kollafjørður (3,8 km²) i Kaldbaksfjørður (5,6 km²), w części centralnej, oraz liczne zatoki. Podobnie jak w pozostałych częściach archipelagu znajduje się tam wiele niewielkich jezior i rzek biegnących od źródeł w górach do brzegów.

### Położenie
Streymoy jest nie tylko największa powierzchniowo, ale i najdłuższa z wysp na archipelagu. Znajduje się w centralnej części Wysp Owczych, między Vágar na zachodzie, i Eysturoy na wschodzie, oddzielona od nich kolejno cieśninami Vestmannasund i Sundini, z których druga w południowym krańcu zmienia się w fiord Tangafjørður. Od strony południowo-zachodniej za Hestsfjørður znajdują się dwie mniejsze wyspy Koltur i Hestur, od południa Skopunarfjørður oddziela Streymoy od Sandoy, a na południowym wschodzie za wodami Nólsoyarfjørður widoczna jest Nólsoy.

### Vestmannabjørgini

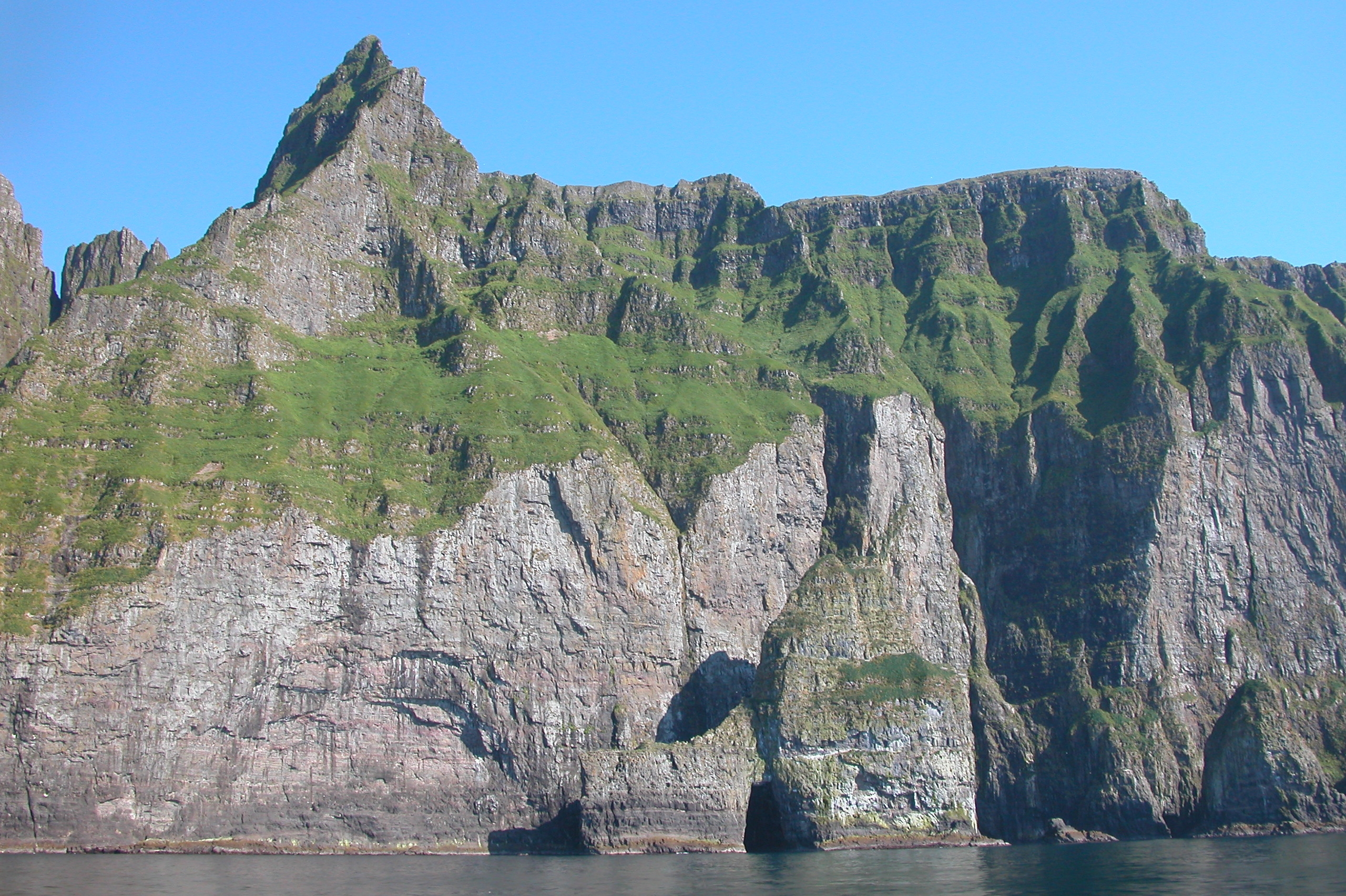
Klify wybrzeża Vestmannabjørgini

Streymoy, szczególnie w północnej i północno-zachodniej części tworzy wysokie wybrzeża klifowe. Wśród nich mieści się Vestmannabjørgini rozciągające się od miejscowości Vestmanna w kierunku północno-zachodnim. Sięga około 500 m n.p.m. i jest stałym miejscem zamieszkania dla licznych ptasich kolonii oraz fok. Blisko wybrzeża znajdują się liczne szkiery wystające z morza, które dochodzą do 100 metrów wysokości. Groty Vestmannabjørgini wykorzystywane są do koncertów ze względu na panującą w nich akustykę. Rejsy wzdłuż wybrzeża odbywają się regularnie za pośrednictwem dwóch firm – Sp/f Skúvadal oraz Vestmannabjørgini Sp/f.

## Historia
Początki osadnictwa na wyspie sięgają prawdopodobnie jeszcze czasów prenordyckich, kiedy na Wyspy Owcze mogli przybywać eremici z krajów celtyckich, szczególnie z Irlandii, o czym może świadczyć dawna nazwa miejscowości Vestmanna, Vestmannahavn, co ze staronordycka oznacza Port Ludzi Zachodu, a tak ówcześni Skandynawowie nazywali właśnie Irlandczyków. Istnieje również teoria, że do Wysp Owczych dopłynął św. Brendan, jego wyprawa nie miała celów osadniczych, jednak czasami miejscowość Kirkjubøur nazywa się Brandarsvík, podobnie jak okoliczną zatokę, a z farerskiego nazwa ta oznacza dokładnie Zatoka Brendana. Faktem jest, że w późniejszych czasach mieściło się tam centrum duchowe całego archipelagu.
Najwcześniejsze, potwierdzone archeologicznie osadnictwo rozpoczęło się na przełomie IX i X wieku w Kvívík i Tjørnuvík. Podczas wykopalisk odnaleziono tam fundamenty domów z epoki wikińskiej i narzędzia codziennego użytku. Niewiele później powstała niewielka osada, zwana dziś Tórshavn, prawdopodobnie nie posiadała stałych mieszkańców aż do XIII wieku, kiedy powstał najstarszy dziś budynek w tym mieście Munkastovan, siedziba mnichów. Ważniejszą dla początkowego okresu chrześcijaństwa, które, jak opisuje Føroyinga Søga, stało się oficjalną religią archipelagu w 998 roku, była miejscowość Kirkjubøur, założona w XI wieku, kiedy powstała dziś najstarsza na świecie, stale zamieszkana drewniana chata, Kirkjubøargarður. Na początku XII wieku w tej miejscowości zbudowano kościół św. Olava, najstarszy dziś tego typu budynek na archipelagu. Wtedy też dom Kirkjubøargarður stał się siedzibą episkopatu wysp, w którym swe dzieciństwo spędził późniejszy król Norwegii Sverre Sigurdsson.
Następne dwie osady powstały w drugiej połowie XIV wieku. Było to Hvalvík i Kollafjørður, w drugiej z tych miejscowości aż do 1896 roku obradował charakterystyczny dla każdego z regionu na Wyspach Owczych Várting, lokalny samorząd. Wiek XIV jest też okresem, w którym kończy swój żywot biskup Erlend, który rozpoczął nigdy nie zakończoną budowę Katedry Magnusa w Kirkjubøur. Tórshavn w tym czasie staje się regularnym punktem handlowym, często najeżdżanym przez piratów. Powstanie miejscowości Vestmanna i Saksun datowane jest na około roku 1400, choć prawdopodobne jest, że w okolicy Portu Ludzi Zachodu mieszkano już wcześniej, nie ma na to jednak żadnego potwierdzonego dowodu, a jedynie nazwa osady.
Między latami 1584 a 1630 na Streymoy zaczęły pojawiać się kolejne miejscowości, było ich dokładnie 13, jednak dokładna data powstania każdej nie jest dokładnie znana. Miejsce, gdzie leży dziś Haldarsvík, którego krótsza nazwa brzmi Vík, było wspomniane w Føroyinga Søga, jednak prawdopodobnie było wtedy jeszcze niezamieszkane. Rówieśniczką tej osady są: Hósvík, Hoyvík, Kaldbak, Leynar, Norðradalur, Oyrareingir, Signabøur, Skælingur, Streymnes, Sund, Úti á Bø oraz Velbastaður, z których ostatnia zamieszkana była już w XVI wieku, jednak czarna śmierć w 1349 spowodowała czasowe wyludnienie wioski. Wiadomo, że w 1590 założono Syðradalur, a w 1630 Argir, gdzie znajdował się szpital dla chorych na trąd.
W XVII wieku rozwija się dzisiejsza stolica archipelagu, gdzie w 1609 roku powstaje kościół Úti á Reyni, jednak w 1673 wybuchł pożar, który stawił większość budynków na Tinganes. Z tego okresu pochodzi też wiele budynków w Saksun, między innymi farma Duvugardur służąca dziś jako muzeum. Wiek XVIII nie wydał żadnych nowych osad. Zwalczono jednak zarazę trądu i szpital w Argir został przekształcony w przytułek dla ubogich, a pobliskim Tórshavn zostaje rozebrany kościół Úti á Reyni, a w jego miejsce postawiona zostaje dzisiejsza katedra Wysp Owczych Havnar Kirkja, drugi najstarszy, nadal istniejący, kościół na archipelagu z 1788 roku.
Wiek XIX przyniósł na Streymoy zmiany. Powstały nowe osady, takie jak nieistniejąca dziś Við Gjónna z 1815 roku, Hvítanes z 1837, Langasandur z 1838 czy Stykkið z 1845, wybudowano także dużo typowych dla Wysp Owczych drewnianych kościołów, które przetrwały do czasów dzisiejszych, w Hvalvík (1829, trzeci najstarszy na archipelagu), Kaldbak (1835), Kollafjørður (1837), Kvívík (1838), Saksun (1850, przeniesiony z Tjørnuvík), Haldarsvík (1854) i Vestmanna (1894). Rozwija się wtedy osada Hoyvík, powstaje tam farma Hoyvíksgarður (1802), dziś muzeum historyczne. W 1835 roku odkryto nieopodal Kirkjubøur kamień runiczny, a na nim dziś da się odczytać tekst, który ze staronordyckiego oznacza "(...) niech będzie dany spokój Vígulfowi.". Wiek ten jest też czasem, w którym, kiedy Norwegowie zakładają stację wielorybniczą w Streymnes w roku 1893.
Mimo gwałtownego wzrostu liczby ludności całego archipelagu nie powstała na Streymoy żadna nowa osada w XX wieku, starsze zaś stale się rozwijały. Zbudowano nowe kościoły w Kvívík (1903, poprzedni uległ zniszczeniu), Hósvík (1929), Tjørnuvík (1937), Argir (1974) oraz Vesturkirkjan, drugi kościół w Tórshavn (1975). Wtedy też powstał Mariukirkjan, jedyny kościół katolicki na Wyspach Owczych, umiejscowiony w ich stolicy. Norwegowie zakładają kolejną stację wielorybniczą w 1903 przy Signabøur, jednak zarówno ta, jak i umieszczona wcześniej w Streymnes zostają zamknięte przed latami 30. XX wieku. Odbywają się wtedy wykopaliska archeologiczne, jak w 1941 w Kvívík, kiedy odkryto ślady wikińskiej osady czy w 1956 przy Tjørnuvík, gdzie odnaleziono grób z X wieku. Na początku tego wieku nadano także prawa miejskie Tórshavn. Podczas wojny Streymoy, podobnie jak i reszta archipelagu jest pod przyjacielską okupacją brytyjską, jako punkt strategiczny na Atlantyku. Podczas jednego z bombardowań w stolicy zginęło kilku rybaków, ku czci których władze miasta ufundowały pomnik.
W 1963 zbudowano bazę radarową NASA, w miejscu zwanym Mjørkadalur. Rozrost miejscowości spowodował, że zaczął się rozbudowywać system dróg publicznych, szczególnie w latach 80. XX wieku. Wiele osad dopiero wtedy zostaje włączona do systemu dróg na Streymoy, między innymi Kaldbaksbotnur w 1980 i Syðradalur, w 1982 roku. W 1985 roku miał miejsce rzadki precedens na Wyspach Owczych, bank w Kollafjørður został napadnięty, skradziono 3000 koron. Rok później w Velbastaður założono centrum leczenia alkoholizmu Heilbrigdið. W tym okresie rośnie także potencjał farerskiej gospodarki, zakładane są różnorakie przedsiębiorstwa, głównie przetwórnie rybne, kwitnie akwakultura, jednak nie tylko, na przykład w Kaldbak założono wytwórnię włókna szklanego. Zaczęła więc być potrzebna energia. Już w 1950 pracę rozpoczęła elektrownia wodna w Vestmanna, która 1986 była dostawcą 80% energii elektrycznej pobieranej z wody na archipelagu. Klasyczne elektrownie zostały zaś zbudowane w Saksun (1957) i Sund.
Pierwszy tunel na Streymoy zbudowano w 1977 roku, był to 760 metrowy Leynatunnilin, przebiegający pod jeziorem Leynavatn, mający ułatwić komunikację innych osiedli ze stolicą archipelagu – Tórshavn Drugi, Kollfjarðartunnilin, z 1992 roku służy temu samemu celowi, jednak kilkakrotnie dłuższy od pierwszego, ma ponad 2,8 km. Trzeci tunel z 2002 roku został zbudowany między Streymoy a Vágar, stąd jego nazwa – Vágatunnilin. Ma ułatwić komunikację z lotniskiem, jego długość to prawie 5 kilometrów. Planowana jest budowa czwartego tunelu, Sandoyartunnilin, najdłuższego dotąd, który miałby około 12 kilometrów, między Gamlarætt, a Skopun na Sandoy.
XXI wiek jest czasem, kiedy skok demograficzny się uspokoił. Przyrost naturalny archipelagu stale jest dodatni, podobnie jak i populacja Streymoy, nie pnie się jednak gwałtownie ku górze. 31 sierpnia 2005 roku w Hoyvík podpisano traktat handlowy między Wyspami Owczymi a Islandią. W tym samym roku, podczas wizyty królowej Małgorzaty II postanowiono zbudować nowoczesny kościół w tej miejscowości. 4 listopada 2007 rozpoczęto budowę świątyni, mającej pomieścić około tysiąca wiernych.

## Transport
Głównym węzłem transportowym na Streymoy jest stolica archipelagu, Tórshavn. Spotykają się tam dwie główne drogi, obie wiodą w kierunku północno-zachodnim, jednak jedna zmierza wzdłuż cieśniny Sundini, a druga Vestmannasund. Prócz nich od zachodu to Tórshavn prowadzi jeszcze droga z bliższych miejscowości leżących nad Hestsfjørður, takich jak Kirkjubøur. Transport kołowy ułatwiają cztery tunele, dwa znajdują się na wyspie i dwa łączą ją z inną. Najkrótszy z nich Leynatunnilin (0,76 km) wiedzie obok jeziora Leynavatn, nieopodal miejscowości Stykkið, wychodząc na dolinę Kollfjarðardalur. Drugi, Kollfjarðartunnilin (2,82 km) wiedzie od Signabøur do Kaldbaksbotnur. Trzeci, Vágatunnilin łączy Streymoy z Vágar (4,94 km), zapewniając, od 2002 roku, lepsze połączenie stolicy archipelagu z lotniskiem Vágar. Czwarty, Eysturoy (11,2 km) łączy z drugą co do wielkości i populacji wyspą Eysturoy.
Streymoy posiada kilka linii autobusowych. Są to dwie firmy przewozowe, Bygdaleiðir, niebieskie i Busleiðin, czerwone, które kursują tylko w obrębie miasta Tórshavn na sześciu liniach. Bygdaleiðir następujące trasy:
| Linia | Od        | Przez                                                                 | Do                   | Uwagi                                                           |
| ----- | --------- | --------------------------------------------------------------------- | -------------------- | --------------------------------------------------------------- |
| 100   | Tórshavn  | Kollfjarðartunnilin, Kvívík                                           | Vestmanna            |                                                                 |
| 101   | Tórshavn  | Velbastað                                                             | Gamlarætt/Kirkjubøur | Dojeżdża do Gamlarætt lub Kirkjubøur w zależności od pory dnia. |
| 202   | Oyrabakki | –                                                                     | Tjørnuvík            | Jeden kurs to trasa Oyrabakki-Tjørnuvík-Oyrabakki.              |
| 300   | Tórshavn  | Kollfjarðartunnilin, Kollfjarðardalur, Sandavágur, Miðvágur, lotnisko | Sørvágur             | Raz dziennie trasa przedłużona do Bøur.                         |
| 400   | Tórshavn  | Kollfjarðartunnilin, Oyrarbakki, Søldarfjørður, Gøtueiði, Leirvík     | Klaksvík             |                                                                 |

Strandfaraskip Landsins jest firmą obsługującą zarówno linie autobusowe Bygdaleiðir, ale i promowe, wewnątrz archipelagu, Oyggjaleiðir. Streymoy posiada trzy linie promowe, łączące ją z innymi wyspami. 7 pływa od Tórshavn do Tvøroyri na Suðuroy, 60 na trasie Skopun (Sandoy)-Gamlarætt-Hestur (Hestur), a 90 z Tórshavn do Nólsoy (Nólsoy). Streymoy, przez stolicę, łączy cały archipelag z resztą świata. Firma Smyril Line oferuje usługi z portów w Frederikshavn, Hanstholm (Dania), Seyðisfjörður (Islandia), Bergen (Norwegia) i Scrabster (Szkocja, Wielka Brytania).
Trzecią formą podróży na Streymoy są podróże helikopterami, Tyrlan, które również należą do Strandfaraskip Landsins. Obsługują one regularne kursy dzienne na całym archipelagu Wysp Owczych.

## Osady
Streymoy jest wyspą, na której leży 30 osad, z których 2 są niezamieszkane.
- Tórshavn – jest to największe miasto na Wyspach Owczych, liczące 12 352 mieszkańców[1]. Sprawuje też funkcję stolicy administracyjnej archipelagu. Znajdują się tam najważniejsze instytucje użyteczności publicznej, a także siedziby autonomicznego rządu i parlamentu Wysp Owczych. Osadę prawdopodobnie założono około X wieku, jednak pierwsza wzmianka o regularnym osadnictwie pochodzi z XIII wieku, prawa miejskie Tórshavn otrzymał w 1909 roku. Nazwa oznacza z farerskiego Port Thora.
- Hoyvík – jest trzecim miastem na Wyspach Owczych i drugim na Streymoy pod względem populacji, zamieszkuje je 3321 osób[1]. Znajduje się w aglomeracji Tórshavn, przylegając do stolicy od strony północnej, jedynie rzeka odgradza obie miejscowości. 31 sierpnia 2005 roku podpisano tam traktat o wolnym handlu między Islandią a Wyspami Owczymi.
- Argir – miejscowość ta przylega do Tórshavn od strony południowej, wchodząc w skład aglomeracji tego miasta. Mieszka tam 1857 ludzi[1]. Pierwsze wzmianki o Argir pochodzą z XVI wieku, kiedy istniał tam szpital dla osób chorych na trąd, po zażegnaniu choroby w połowie XVIII wieku przekształcił się w przytułek dla ubogich. Najstarszy do dziś istniejący kościół w Argir pochodzi z 1974 roku.
- Vestmanna – ostatnie miasto na Streymoy powyżej tysiąca mieszkańców, jest ich tam dokładnie 1227[1]. Jest jednym z najdawniej zamieszkanych miejsc na archipelagu, choć nie potwierdzają tego badania historyczne, a jedynie źródłosłów nazwy – Vestmann oznaczało po staronordycku osobę, która pochodziła z terenów Wysp Brytyjskich, a oryginalna nazwa miejscowości to Vestmannahavn, co oznaczać może Port Ludzi Zachodu (celtyckich mieszkańców Wysp Brytyjskich.
- Kollafjørður – miejscowość posiadająca 800 mieszkańców[1], znajdująca się nad fiordem o tej samej nazwie. Znajduje się tam kościół zbudowany w 1837 roku. Miejscowość ta jest bardzo rozciągnięta wzdłuż brzegów, co jest spowodowane przez górzystość przylegających doń terenów. W lipcu odbywa się tam festiwal Sundalagsstevna, na którym jedną z atrakcji są wyścigi łodzi wiosłowych.
- Kvívík – osada stworzona w drugiej połowie IX wieku, co potwierdzają fundamenty chat wikińskich, znalezione tam przez archeologów. Budowa kościoła w tej miejscowości zakończyła się 13 grudnia 1903 roku[10], wiadomo jednak, że wcześniej istniała inna świątynia, zbudowana w 1838. Wioskę na dwie części dzieli rzeka Stóra. Dziś mieszka tam 397 ludzi[1]. Miejscowość ta znajduje się na zachodnim brzegu wyspy, przylega do miejscowości Stykkið.
- Hósvík – jest miejscowością położoną na wschodnim brzegu Streymoy w jego centralnej części. Dawniej do wioski kursował prom ze Selatrað na Eysturoy, jednak zaprzestał, gdy wyspy połączył most leżący bardziej na północ. Wcześniej osadę tę nazywano Thórsvík od domniemanego założyciela zwanego Tórhallur, który miał przybyć na tę ziemię w drugiej połowie XVI wieku. Nazwa oznaczała wtedy dokładnie Zatoka Thora. Dziś osada ma 316 mieszkańców[1] i jeden kościół z 1929 roku.
- Kaldbak – osada położona nad fiordem Kaldbaksfjørður, założona w drugiej połowie XVI wieku. Kościół w osadzie pochodzi z 1835 roku. Jest to jedna z ostatnich miejscowości, która z podłączona do systemu dróg na Streymoy, stało się to w 1980. Populacja osady wynosi 220 ludzi[1]. Urodził się tam Hanus við Høgadalsá, polityk partii republikańskiej, parlamentarzysta, zmarły w 1998 roku.
- Hvalvík – miejscowość znajdują ca się w centralnej części wschodniego brzegu Streymoy. Przylega do osady Streymnes, z którą razem mają około 400 mieszkańców, sama Hvalvík ma jednak ich mniej więcej połowę – 212[1]. Znajduje się tam kościół, zbudowany w 1829 roku, kiedy poprzedni z 1700 został zniszczony przez sztorm. Jest to trzeci najstarszy kościół na archipelagu. Ambona pochodzi z 1609 roku i została przeniesiona z kościoła w Tórshavn. Nazwa miejscowości oznacza Zatoka Wielorybów.
- Streymnes – osada położona tuż przy Hvalvík, z którym razem tworzy większy organizm składający się z około 400 mieszkańców z czego w Streymnes mieszka 208 obywateli[1]. Swoją siedzibę ma tam klub EB/Streymur.
- Velbastaður – jest to osada położona w południowej części Streymoy, na zachód od Tórshavn, nad fiordem Hestsfjørður. Współcześnie liczy ona 182 mieszkańców[1]. Miejsce to było zamieszkiwane przez wiele lat, aż do epidemii Czarnej Śmierci w 1349, kiedy ludzie zaczęli opuszczać Velbastaður. Wkrótce nie pozostał tam już nikt, jednak w drugiej połowie XVI wieku powrócono do Velbastaður. W 1986 został tam założony ośrodek leczenia alkoholizmu zwany Heilbrigdið.
- Signabøur – miejscowość ta mieści się w południowej części wybrzeża Kollafjørður. Została założona po roku 1584. Od 1903 do 1920 mieściła się tam stacja wielorybnicza. Miejscowość tę zamieszkuje obecnie 155 ludzi[1].
- Haldarsvík – osada w północnej części Streymoy, zamieszkiwana obecnie przez 149 osób[1]. Znajduje się tam jedyny na Wyspach Owczych kościół na planie ośmiokąta, nastawa ołtarzowa przedstawia ostatnią wieczerzę, jednak twarze apostołów zastąpione są obliczami znanych osób z życia publicznego archipelagu.
- Leynar – jest to miejscowość znajdująca się w centralnym miejscu zachodniego brzegu Streymoy. Przylega do osady Stykkið. Swoją nazwę bierze od niej kilka okolicznych miejsc, jak jezioro Leynavatn czy dolina Leynarsandur. Mieszka tam 112 osób[1]. Znajduje się tam wylot tunelu prowadzącego z Vágar, Vágatunnilin. Osada jest też miejscem, w którym przyszedł na świat farerski aktor Sverri Egholm, zmarły w 2001 roku.
- Hvítanes – miejscowość ta często zaliczana jest jeszcze do aglomeracji miasta Tórshavn. Znajduje się na północ od Hoyvík u wlotu fiordu Kaldbaksfjørður. Założono ją w roku 1837, a obecnie mieszka tam 95 ludzi[1]. Z Hvítanes ma prowadzić tunel do Skálafjørður na Eysturoy. Nazwa tej miejscowości z farerskiego oznacza Biały Punkt.
- Kirkjubøur – jedna z najstarszych osad na Wyspach Owczych, założona około XI wieku, z którego pochodzi Kirkjubøargarður, najstarsza, stale zamieszkana drewniana chata na świecie. W średniowieczu było to centrum duchowe całego archipelagu, jednak później pod wpływem lepszej lokalizacji Tórshavn oraz tragicznych w skutkach lawin i powodziach, które zniszczyły niemal wszystkie średniowieczne zabudowania oraz Katedrę Magnusa z XIII wieku. Znajduje się tam też najstarszy kościół na Wyspach Owczych – kościół św. Olava. Obecnie mieszka tam jedynie 74 ludzi[1].
- Tjørnuvík – stara osada położona najdalej na północ ze wszystkich na Streymoy. Odkrycia archeologiczne prowadzone w roku 1956 potwierdziły, że pochodzi ona z około 900 roku. Znaleziono miejsce, gdzie chowano zmarłych, a na nim jeden celtycki, pierścień z brązu. Obecny kościół w miejscowości pochodzi z 1937 roku, wcześniejszy bowiem w 1858 został przeniesiony do miejscowości Skasun. Obecnie w osadzie mieszka 70 ludzi[1].
- Válur – miejscowość przylegająca do miasteczka Vestmanna na zachodnim brzegu Streymoy. Od 1 listopada 2005 miejscowości te przestały mieć ten sam kod pocztowy, Válur otrzymał nowy – FO-358. Osada zamieszkana jest obecnie przez 48 ludzi[1].
- Oyrareingir – osada znajdująca się na samym końcu Kollafjørður, u wlotu do tunelu Kollfjarðartunnilin, prowadzącego do osady Kaldbaksbotnur. Mieszka tam 44 ludzi[1].
- Langasandur – jest miejscowością zamieszkaną przez 39 osób[1]. Założono ją w 1838. Langasandur w północnej części Streymoy, na drodze prowadzącej do Tjørnuvík.
- Stykkið – miejscowość położona pomiędzy Leynar i Kvívík na zachodnim brzegu Streymoy. Zamieszkuje ją 37 ludzi[1].
- Saksun – założona na początku XV wieku osada mieści się na północy wyspy Streymoy. Jest ona otoczona górami, tworzącymi naturalną przystań, do czasu, gdy liczne sztormy zablokowały zatokę wałem z piasku, tworząc lagunę, zalewaną przez przypływy. Zatoka, zwana Ósin, uległa znacznemu zwężeniu. W osadzie znajduje się XVII wieczna farma, Duvugardur, gdzie założono muzeum. Kościół w Saksun zbudowany został w Tjørnuvík, jednak w 1858 postanowiono go przenieść. Osadę zamieszkuje 28 ludzi[1].
- Norðradalur – jest osadą zamieszkiwaną przez 15 osób[1], leżącą na zachodnim wybrzeżu Streymoy. Z trzech stron otaczają ją ponad 400 metrowe wzniesienia. Jej nazwa oznacza z farerskiego Północna Dolina.
- Skælingur – zamieszkana przez 11 osób[1], leży w południowej części wyspy, na zachód od Tórshavn, na zboczy wzniesienia Skælingsfjall, uznawanego przez pewien czas za najwyższy szczyt Wysp Owczych.
- Kaldbaksbotnur – jest wsią w centrum Streymoy z siedmioma mieszkańcami[1]. Składa się jedynie z jednej farmy. Do systemu dróg przyłączono ją w 1980 roku, podobnie jak Kaldbak. Znajduje się tam wylot tunelu Kollfjarðartunnilin.
- Syðradalur – wieś, położona w południowej części Streymoy. Jej nazwa oznacza z farerskiego Południowa Dolina. W 1982 roku została przyłączona do systemu dróg na wyspie. Populacja wynosi 6 osób[1].
- Sund – jest miejscowością położoną na północ od Hvítanes, zamieszkaną obecnie przez 3 mieszkańców[1]. Znajdują się tam elektrownie wysyłające prąd do Tórshavn. Stworzono tam również port, zdolny pomieścić duże jednostki, jednak cumują w nim teraz jedynie małe łodzie, wpływające do fiordu.
- Nesvík – osada ta, zamieszkana przez jednego stałego mieszkańca[1] leży na zachodnim wybrzeżu Streymoy, na północ od mostu łączącego Streymoy z Eysturoy. Wioskę tworzy głównie protestancki obóz oraz centrum konferencyjne zwane Leguhúsið i Nesvík.

Dwie niezamieszkane osady to Úti á Bø oraz Við Gjónna. Pierwsza została założona na południowym skraju wyspy w drugiej połowie XVI wieku, opuszczono ją zaś w XIX. Druga zaś, założona w 1815 przy jeziorze Leynavatn została opuszczona w nieznanym czasie, przed rokiem 1985.
Streymoy była także siedzibą duńskich żołnierzy w ramach bazy wojskowej na Sornfelli, zwanej Mjørkadalur (Dolina Mgieł). Została założona 16 sierpnia 1963 roku, jako stacja radarowa NATO, która funkcjonuje do dziś. Później zaczęły stacjonować tam wojska duńskie. Jeszcze w 1987 było ich 42, lecz od 2004 opuścili oni tę placówkę.